# Carea purpureolineata
Carea purpureolineata är en fjärilsart som beskrevs av George Francis Hampson 1918. Carea purpureolineata ingår i släktet Carea och familjen trågspinnare. Inga underarter finns listade i Catalogue of Life.